# گریر استیونز
 گریر استیونز (انگلیسی: Greer Stevens؛ زاده ۱۵ فوریهٔ ۱۹۵۷) یک تنیس‌باز اهل آفریقای جنوبی است.